# Cúp Nhà vua (Thái Lan)
Cúp bóng đá Nhà vua Thái Lan (King's Cup) là một phần của cuộc thi giao hữu hàng năm Cúp Nhà vua (Thái Lan). Được tổ chức thường niên tại Thái Lan bởi Hiệp hội bóng đá Thái Lan bắt đầu vào năm đầu tiên vào năm 1968 và được tổ chức hàng năm cho đến hiện tại, ngoại trừ các năm 1983, 1985, 2008, 2011, 2014, 2020 và 2021.
Trong một số năm, cuộc thi có sự góp mặt của các câu lạc bộ hoặc các đội mời cũng như các khách quốc tế. Nhiều cầu thủ bóng đá nổi tiếng đã tham gia giải đấu này, bao gồm Cha Bum-kun, Peter Schmeichel, Jesper Olsen, Brian Laudrup, Henrik Larsson, Robert Lewandowski, Martin Škrtel, Milan Škriniar cũng như đáng chú ý là đội tuyển quốc gia Brazil năm 1999 bao gồm cả Người chiến thắng Giải vô địch bóng đá thế giới 2002 Ronaldinho, Cafu, Roberto Carlos và Rivaldo.

## Địa điểm
| Sân vận động                      | Sức chứa | Vị trí                    | Năm                         |
| --------------------------------- | -------- | ------------------------- | --------------------------- |
| Sân vận động Suphachalasai        | 19.793   | Pathum Wan, Băng Cốc      | 2001–2004, 2006             |
| Sân vận động Surakul              | 15.000   | Mueang, Phuket            | 2005, 2009                  |
| Sân vận động kỷ niệm 700 năm      | 25.000   | Mueang, Chiang Mai        | 2013, 2022, 2023            |
| Sân vận động sinh nhật lần thứ 80 | 24.641   | Mueang, Nakhon Ratchasima | 2009, 2010, 2015            |
| Sân vận động Quốc gia Rajamangala | 49.722   | Bang Kapi, Băng Cốc       | 2000, 2007, 2012, 2016–2018 |
| Chang Arena                       | 32.600   | Mueang, Buriram           | 2019                        |

## Thống kê
| Năm             | Chung kết                          | Chung kết                 | Chung kết                         | Tranh hạng ba                 | Tranh hạng ba    | Tranh hạng ba         |
| Năm             | Đội thắng                          | Tỉ số                     | Á quân                            | Hạng ba                       | Tỉ số            | Hạng tư               |
| --------------- | ---------------------------------- | ------------------------- | --------------------------------- | ----------------------------- | ---------------- | --------------------- |
| 1968 (Chi tiết) | · Indonesia                        | 1–0                       | · Miến Điện                       | · Thái Lan                    | 6–0              | · Malaysia            |
| 1969 (Chi tiết) | · Hàn Quốc                         | 1–0                       | · Indonesia                       | · Việt Nam Cộng hòa           | 7–0              | · Lào                 |
| 1970 (Chi tiết) | · Hàn Quốc                         | 1–0                       | · Thái Lan                        | · Malaysia                    | 3–1              | · Indonesia           |
| 1971 (Chi tiết) | · Hàn Quốc                         | 1–0                       | · Thái Lan                        | · Việt Nam Cộng hòa           | Không rõ         | · Indonesia           |
| Năm             | Chung kết                          | Chung kết                 | Chung kết                         | Đồng hạng ba                  | Đồng hạng ba     | Đồng hạng ba          |
| Năm             | Đội thắng                          | Tỉ số                     | Á quân                            | Đồng hạng ba                  | Tỉ số            | Đồng hạng ba          |
| 1972 (Chi tiết) | · Malaysia                         | 1–0                       | · Thái Lan                        | · Hàn Quốc                    | 0–0              | · Singapore           |
| Năm             | Chung kết                          | Chung kết                 | Chung kết                         | Tranh hạng ba                 | Tranh hạng ba    | Tranh hạng ba         |
| Năm             | Đội thắng                          | Tỉ số                     | Á quân                            | Hạng ba                       | Tỉ số            | Hạng tư               |
| 1973 (Chi tiết) | · Hàn Quốc                         | 2–1                       | · Malaysia                        | · Thái Lan                    | 1–0              | · Miến Điện           |
| 1974 (Chi tiết) | · Hàn Quốc                         | 3–1 (s.h.p.)              | · Thái Lan                        | · Malaysia                    | 3–0              | · Cộng hòa Khmer      |
| 1975 (Chi tiết) | · Hàn Quốc                         | 1–0                       | · Miến Điện                       | · Thái Lan                    | Không có playoff | · Malaysia            |
| Năm             | Chung kết (Trophy shared)          | Chung kết (Trophy shared) | Chung kết (Trophy shared)         | Tranh hạng ba                 | Tranh hạng ba    | Tranh hạng ba         |
| Năm             | Co-Winner                          | Tỉ số                     | Co-Winner                         | Hạng ba                       | Tỉ số            | Hạng tư               |
| 1976 (Chi tiết) | · Thái Lan                         | 1–1                       | · Malaysia                        | · Hàn Quốc                    | 3–1              | · Thái Lan B          |
| 1977 (Chi tiết) | · Hàn Quốc B                       | 1–1                       | · Malaysia                        | · Ấn Độ                       | Không có playoff | · Thái Lan            |
| Năm             | Chung kết                          | Chung kết                 | Chung kết                         | Tranh hạng ba                 | Tranh hạng ba    | Tranh hạng ba         |
| Năm             | Đội thắng                          | Tỉ số                     | Á quân                            | Hạng ba                       | Tỉ số            | Hạng tư               |
| 1978 (Chi tiết) | · Malaysia                         | 3–2                       | · Singapore                       | · Hàn Quốc B                  | 2–1              | · Thái Lan            |
| Năm             | Chung kết                          | Chung kết                 | Chung kết                         | Đồng hạng ba                  | Đồng hạng ba     | Đồng hạng ba          |
| Năm             | Đội thắng                          | Tỉ số                     | Á quân                            | Đồng hạng ba                  | Tỉ số            | Đồng hạng ba          |
| 1979 (Chi tiết) | · Thái Lan                         | 1–0                       | · Hàn Quốc B                      | · Thái Lan B                  | 2–2              | · Singapore           |
| Năm             | Chung kết (Trophy shared)          | Chung kết (Trophy shared) | Chung kết (Trophy shared)         | Đồng hạng ba                  | Đồng hạng ba     | Đồng hạng ba          |
| Năm             | Co-Winner                          | Tỉ số                     | Co-Winner                         | Đồng hạng ba                  | Tỉ số            | Đồng hạng ba          |
| 1980 (Chi tiết) | · Thái Lan                         | 0–0                       | Quân đội Hàn Quốc                 | · Trung Quốc                  | 2–2              | · Thái Lan B          |
| Năm             | Chung kết                          | Chung kết                 | Chung kết                         | Tranh hạng ba                 | Tranh hạng ba    | Tranh hạng ba         |
| Năm             | Đội thắng                          | Tỉ số                     | Á quân                            | Hạng ba                       | Tỉ số            | Hạng tư               |
| 1981 (Chi tiết) | · Thái Lan                         | 2–1 (s.h.p.)              | Quân đội Bắc Triều Tiên           | Polonia Warszawa              | 2–0              | 1 tháng 8             |
| 1982 (Chi tiết) | · Thái Lan                         | 4–3 (p)                   | · Hàn Quốc                        | · Thái Lan B                  | Không rõ         | · Singapore           |
| 1983            | không tổ chức                      | không tổ chức             | không tổ chức                     | không tổ chức                 | không tổ chức    | không tổ chức         |
| 1984 (Chi tiết) | · Thái Lan                         | 3–0                       | · Indonesia                       | Tây Úc                        | 1–0              | Liverpool Nghiệp dư   |
| 1985            | không tổ chức                      | không tổ chức             | không tổ chức                     | không tổ chức                 | không tổ chức    | không tổ chức         |
| 1986 (Chi tiết) | · CHDCND Triều Tiên                | 2–1                       | AGF Aarhus                        | · Thái Lan                    | 1–0              | 1 tháng 8             |
| 1987 (Chi tiết) | · CHDCND Triều Tiên                | 1–0                       | POSCO Atoms                       | · Thái Lan                    | 3–2              | · Indonesia           |
| 1988 (Chi tiết) | · Olympic Đan Mạch                 | 1–0                       | FC Swarovski Tirol                | · Thái Lan                    | 4–2              | · Liên Xô XI          |
| 1989 (Chi tiết) | · Thái Lan                         | 3–1                       | SC Rotor Volgograd                | Lucky-Goldstar FC             | 2–1              | · Trung Quốc          |
| 1990 (Chi tiết) | · Thái Lan                         | 2–1 (s.h.p.)              | SC Rotor Volgograd                | Yukong Elephants              | 5–4 (p)          | Thượng Hải            |
| 1991 (Chi tiết) | · Olympic Trung Quốc               | 3–1                       | SC Rotor Volgograd                | · Thái Lan                    | 5–4 (p)          | · Olympic Thái Lan    |
| 1992 (Chi tiết) | · Thái Lan                         | 2–0                       | FC Berlin                         | · Thái Lan B                  | 1–0              | Thiên Tân             |
| 1993 (Chi tiết) | · Trung Quốc                       | 4–0                       | · Thái Lan                        | Hàn Quốc Bán chuyên nghiệp XI | 6–5 (p)          | · Olympic Thái Lan    |
| 1994 (Chi tiết) | · Thái Lan B                       | 4–0                       | Westfalia Amateurs                | SC Rotor Volgograd            | 5–3 (p)          | · Thái Lan            |
| Năm             | Chung kết                          | Chung kết                 | Chung kết                         | Đồng hạng ba                  | Đồng hạng ba     | Đồng hạng ba          |
| Năm             | Đội thắng                          | Tỉ số                     | Á quân                            | Đồng hạng ba                  | Tỉ số            | Đồng hạng ba          |
| 1995 (Chi tiết) | SC Rotor Volgograd                 | 3–0                       | · Nhật Bản XI                     | · Thái Lan                    | Không có playoff | · Thái Lan B          |
| Năm             | Chung kết                          | Chung kết                 | Chung kết                         | Tranh hạng ba                 | Tranh hạng ba    | Tranh hạng ba         |
| Năm             | Đội thắng                          | Tỉ số                     | Á quân                            | Hạng ba                       | Tỉ số            | Hạng tư               |
| 1996 (Chi tiết) | · România                          | 2–1                       | · Đan Mạch                        | · Thái Lan                    | 5–2              | · Phần Lan            |
| 1997 (Chi tiết) | · Thụy Điển (Scandinavian leagues) | 2–0                       | · Thái Lan                        | · Nhật Bản XI                 | 3–1              | · România             |
| 1998 (Chi tiết) | · Hàn Quốc                         | 6–5 (p)                   | · Ai Cập                          | · Đan Mạch B                  | 3–0              | · Thái Lan            |
| 1999 (Chi tiết) | · U-20 Brazil                      | 7–1                       | · CHDCND Triều Tiên               | · Thái Lan                    | 3–1              | · Hungarian League XI |
| 2000 (Chi tiết) | · Thái Lan                         | 5–1                       | · Phần Lan                        | · U-17 Brazil                 | 1–0              | · Estonia             |
| 2001 (Chi tiết) | · Thụy Điển (Scandinavian leagues) | 3–0                       | · Trung Quốc                      | · Thái Lan                    | 2–0              | · Qatar               |
| 2002 (Chi tiết) | · CHDCND Triều Tiên                | 0–0 (s.h.p.) (4–3 p)      | · Thái Lan                        | · Qatar                       | 2–0              | · Singapore           |
| 2003 (Chi tiết) | · Thụy Điển (Scandinavian leagues) | 4–0                       | · CHDCND Triều Tiên               | · Thái Lan                    | 3–1              | · Qatar               |
| 2004 (Chi tiết) | · Slovakia                         | 1–1 (5–4 p)               | · Thái Lan                        | · Hungary                     | 5–0              | · Estonia             |
| 2005 (Chi tiết) | · Latvia                           | 2–1                       | · CHDCND Triều Tiên               | · Thái Lan                    | Không có playoff | · Oman                |
| 2006 (Chi tiết) | · Thái Lan                         | 3–1                       | · Việt Nam                        | · Kazakhstan                  | Không có playoff | · Singapore           |
| 2007 (Chi tiết) | · Thái Lan                         | 1–0                       | · Iraq B                          | · CHDCND Triều Tiên           | Không có playoff | · Uzbekistan          |
| 2008            | không tổ chức                      | không tổ chức             | không tổ chức                     | không tổ chức                 | không tổ chức    | không tổ chức         |
| 2009 (Chi tiết) | · Denmark League XI                | 2–2 (5–3 p)               | · Thái Lan                        | · Liban                       | 1–0              | · CHDCND Triều Tiên   |
| 2010 (Chi tiết) | · Đan Mạch                         | Không có playoff          | · Ba Lan                          | · Thái Lan                    | Không có playoff | · Singapore           |
| 2011            | không tổ chức                      | không tổ chức             | không tổ chức                     | không tổ chức                 | không tổ chức    | không tổ chức         |
| 2012 (Chi tiết) | · U-23 Hàn Quốc                    | Không có playoff          | Denmark League XI                 | · Na Uy                       | Không có playoff | · Thái Lan            |
| Năm             | Chung kết                          | Chung kết                 | Chung kết                         | Đồng hạng ba                  | Đồng hạng ba     | Đồng hạng ba          |
| Năm             | Đội thắng                          | Tỉ số                     | Á quân                            | Đồng hạng ba                  | Tỉ số            | Đồng hạng ba          |
| 2013 (Chi tiết) | · Thụy Điển (Scandinavian leagues) | 3–0                       | · Phần Lan (Scandinavian leagues) | · Thái Lan                    | 2–2              | · CHDCND Triều Tiên   |
| Năm             | Chung kết                          | Chung kết                 | Chung kết                         | Tranh hạng ba                 | Tranh hạng ba    | Tranh hạng ba         |
| Năm             | Đội thắng                          | Tỉ số                     | Á quân                            | Hạng ba                       | Tỉ số            | Hạng tư               |
| 2014            | không tổ chức                      | không tổ chức             | không tổ chức                     | không tổ chức                 | không tổ chức    | không tổ chức         |
| 2015 (Chi tiết) | · U-23 Hàn Quốc                    | Không có playoff          | · Thái Lan                        | · Uzbekistan U-23             | Không có playoff | · Honduras U-20       |
| 2016 (Chi tiết) | · Thái Lan                         | 2–0                       | · Jordan B                        | · Syria B                     | 1–0              | · UAE B               |
| 2017 (Chi tiết) | · Thái Lan                         | 0–0 (5–4 p)               | Belarus League                    | · Burkina Faso                | 3–3 (7–6 p)      | · CHDCND Triều Tiên   |
| 2018 (Chi tiết) | · Slovakia                         | 3–2                       | · Thái Lan                        | · Gabon                       | 1–0              | · UAE                 |
| 2019 (Chi tiết) | · Curaçao                          | 1–1 (5–4 p)               | · Việt Nam                        | · Ấn Độ                       | 1–0              | · Thái Lan            |
| 2020            | không tổ chức                      | không tổ chức             | không tổ chức                     | không tổ chức                 | không tổ chức    | không tổ chức         |
| 2021            | không tổ chức                      | không tổ chức             | không tổ chức                     | không tổ chức                 | không tổ chức    | không tổ chức         |
| 2022 (Chi tiết) | · Tajikistan                       | 0–0 (3–0 p)               | · Malaysia                        | · Thái Lan                    | 2–1              | · Trinidad và Tobago  |
| 2023 (Chi tiết) | Iraq                               | 2–2 (5–4 p)               | · Thái Lan                        | · Liban                       | 1–0              | · Ấn Độ               |
| 2024 (Chi tiết) | · Thái Lan                         | 2–1                       | · Syria                           | · Philippines                 | 3–0              | · Tajikistan          |